# Малакастра
Малакастра или Малакастро (на албански: Mallakastër) е историческо село в Албания, в община Булкиза (Булчица), административна област Дебър.

## География
Селото е било разположено в областта Голо бърдо между селата Горен Чернец на север, Косовец на юг, Вичища на изток и Стрикчан на запад.

## История
На Етнографската карта на Битолския вилает на Картографския институт в София от 1901 година Малказар е чисто албанско село в Дебърската каза на Дебърския санджак с 9 къщи.
В 1915 година, по време на Първата световна война, селото е анексирано от Царство България. Към 1 март 1916 година Малкастра е част от Горицката община на българската Дебърска околия.